# Interstate 110 (Kalifornien)
Die Interstate 110 (kurz I-110) ist ein Interstate Highway in den Vereinigten Staaten, der größtenteils im Stadtgebiet von Los Angeles verläuft. Das südliche Ende der Interstate liegt im Vorort San Pedro an der California State Route 47, in der Nähe der Vincent Thomas Bridge und des Hafens von Los Angeles. Das entgegengesetzte Ende liegt 51 Kilometer weiter nördlich an der Glenarm Street in Pasadena. Nördlich des Santa Monica Freeway (Interstate 10) trägt die Straße nur noch die Bezeichnung California State Route 110.
Nördlich des Autobahnkreuzes I 110 / U.S. 101 (Hollywood Freeway) ist die Autobahn auch als Pasadena Freeway oder Arroyo Seco Parkway bekannt. Unter der letzteren Bezeichnung wurde dieser Abschnitt 1940 als erste Autobahn des Staates Kalifornien fertiggestellt. Südlich des nahe Downtown Los Angeles gelegenen Autobahnkreuzes trägt die Autobahn die inoffizielle Bezeichnung Harbor Freeway. Das Kreuz mit der Interstate 105 trägt die Bezeichnung Judge Harry Pregerson Interchange. Bis 1962 war der Freeway in südlicher Richtung bis zum Pacific Coast Highway ausgebaut. Die letzten vier Kilometer einschließlich des Anschlusses an den Hafen folgten bis zum Jahr 1970.

## Verlauf der I-110
Die I-110 beginnt in San Pedro, wo sie als California State Route 47 () weitergeführt wird. Sie verläuft parallel zur Interstate 710 () und westlich an Torrance vorbei. Dort trifft sie die Interstate 405 () und die California State Route 91 (). Südlich von Huntington Park trifft sie die Interstate 105 (). An dem Kreuz mit der Interstate 10 () endet die I-110 und wird als CA-110 weitergeführt.

## California State Route 110
Die California State Route 110 (kurz CA-110) ist eine State Route in Kalifornien. Sie dient als Anschluss an die I-110. Sie führt von Downtown Los Angeles bis nach Pasadena. Sie ist insgesamt 9,7 km (6 mi) lang.

### Verlauf der CA-110
Die CA-110 beginnt in Downtown Los Angeles, wo sie auf die Interstate 5 (), Interstate 10 () und dem U.S. Highway 101 (). Sie verläuft dann nordöstlich Richtung Pasadena. Die CA-110 dient als Durchfahrtsroute von Downtown Los Angeles nach Pasadena, wo die Interstate 710 () verlaufen sollte.

### Besonderheit
Die CA-110 hat keine eigenen Ausfahrtsnummern, sondern führt die Nummern aus der I-110 weiter.

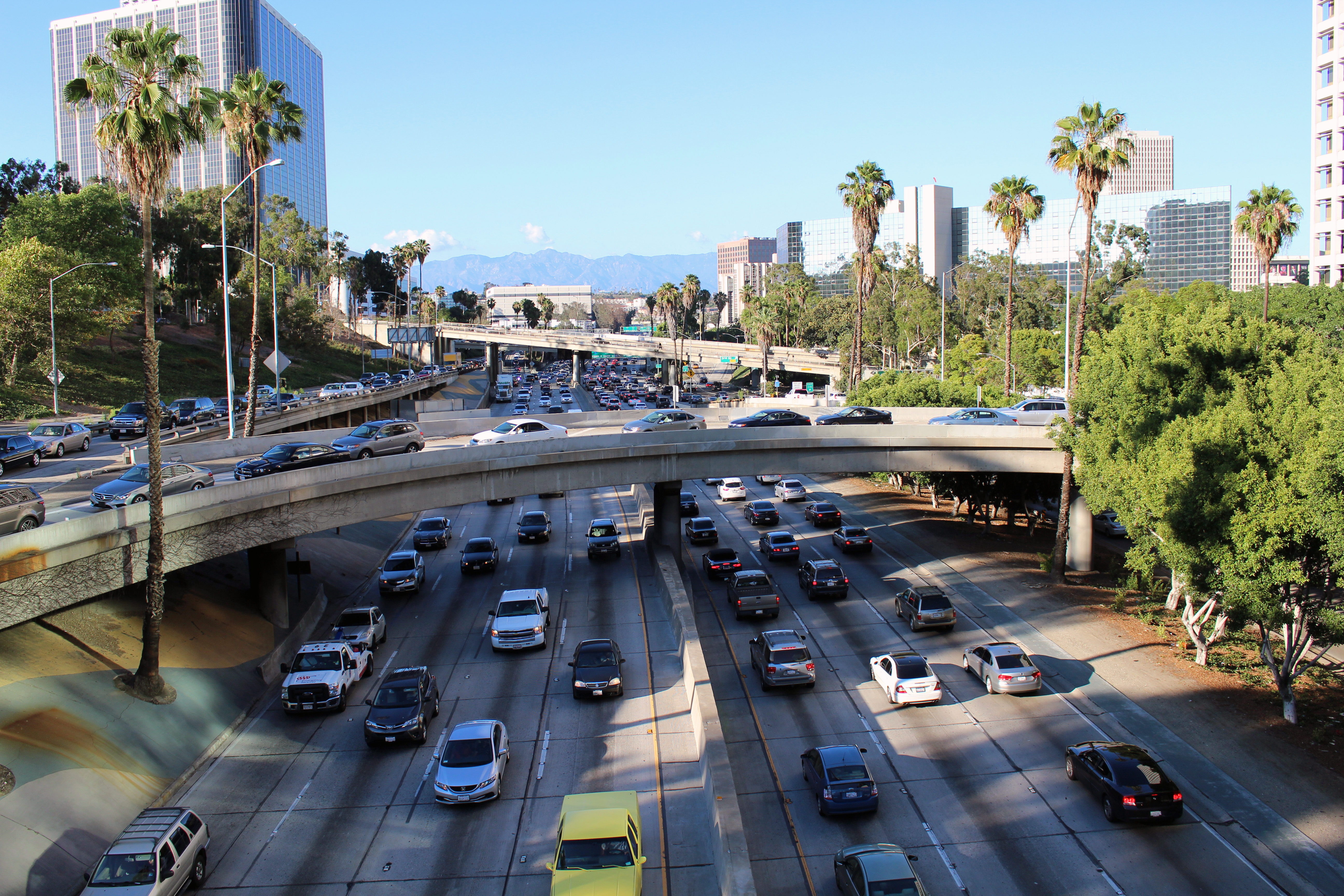
Der Harbor Freeway in der Nähe von Downtown L.A. zur Hauptverkehrszeit